# Muzeul sătesc din Corund
Muzeul sătesc este un monument istoric aflat pe teritoriul satului Corund; comuna Corund, județul Harghita.

## Istoric
Corund (maghiară Korond) este satul de reședință al comunei cu același nume din județul Harghita, Transilvania, România. Se află în partea de vest a județului, în Depresiunea Praid. Prima mențiune documentară este din anul 1333, când Petrus sacerdos de Kurund este menționat în lista dijmelor papale. Muzeul este amenajat într-o casă veche, de lemn. Deși pe peretele casei există o placă pe care scrie că „aici a trăit și a lucrat între 1919 și 1955 Parajdi Rebeka, prima moașă certificată din Corund”, clădirea este mult mai veche. Bazele colecției muzeale au fost puse în anii 1960 de profesorul Tófalvi Zoltán și elevii lui, care au amenajat în școală o încăpere cu exponate din Corund. Muzeul cuprinde sute de exponate: vase ceramice, mobilă pictată, unelte de prelucrare a lânii și a cânepii etc. În anul 1978 a fost adusă din Atia și ridicată în fața casei, o poartă secuiască de lemn, construită în 1899.

## Imagini din exterior

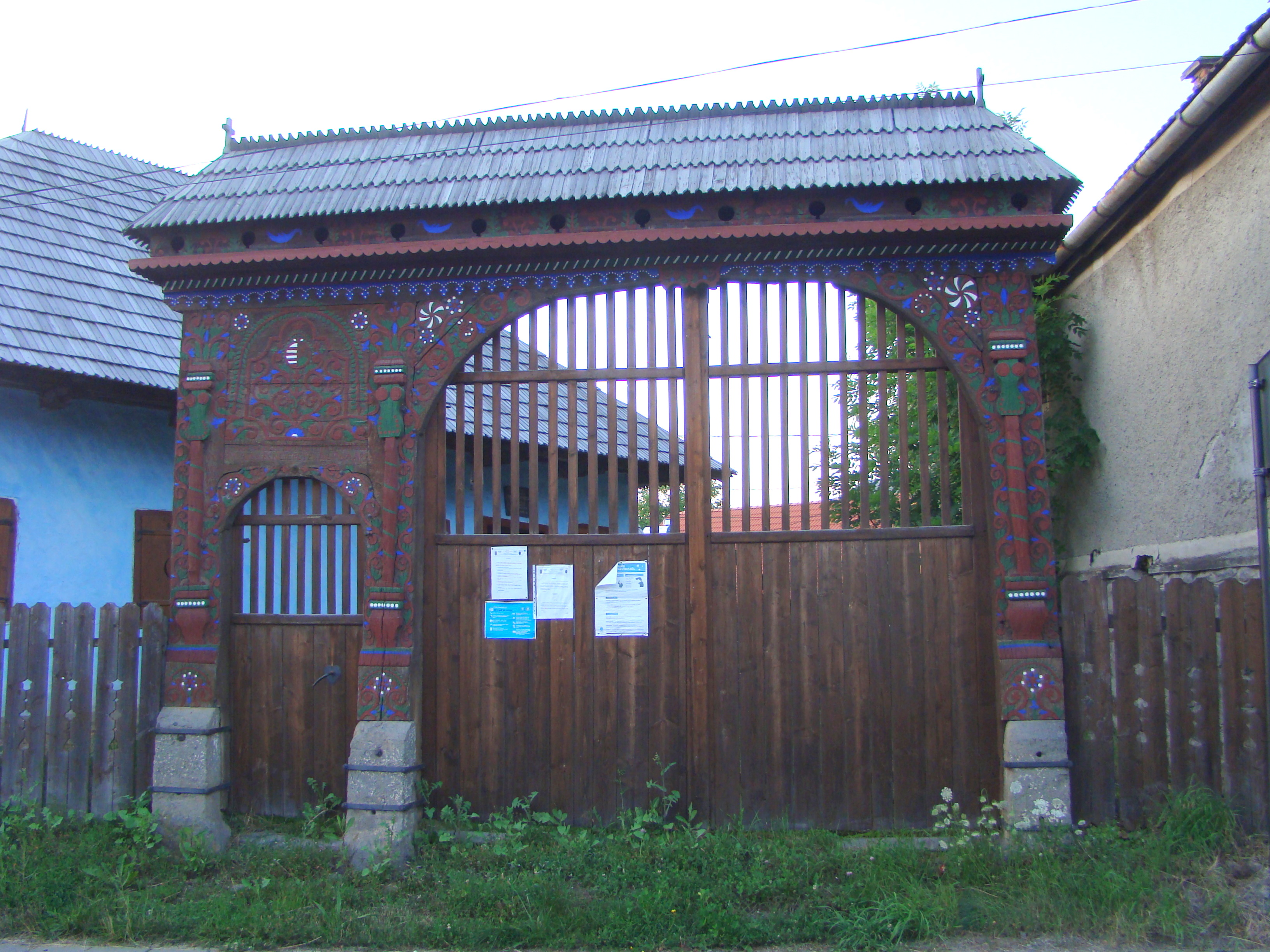
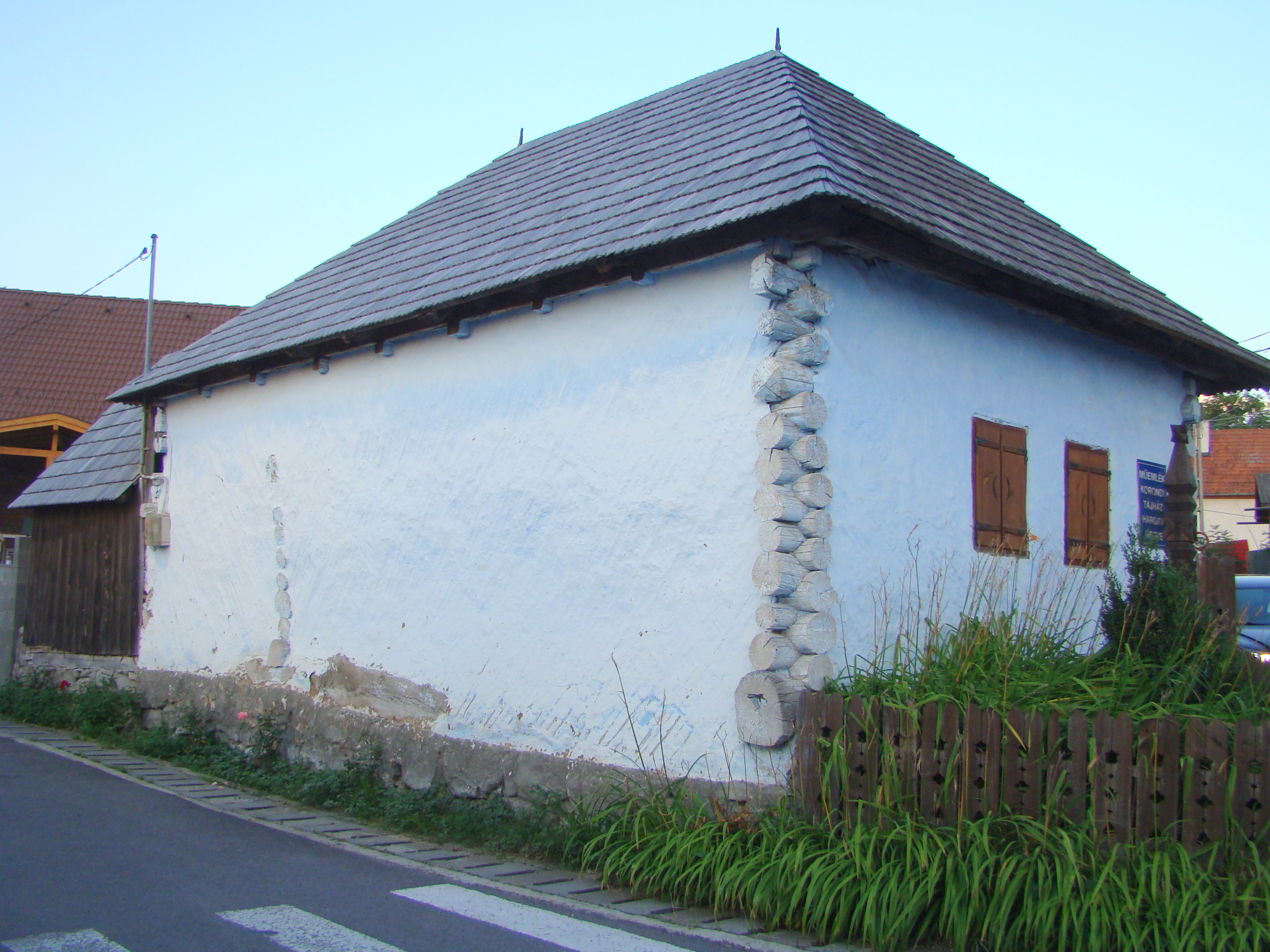
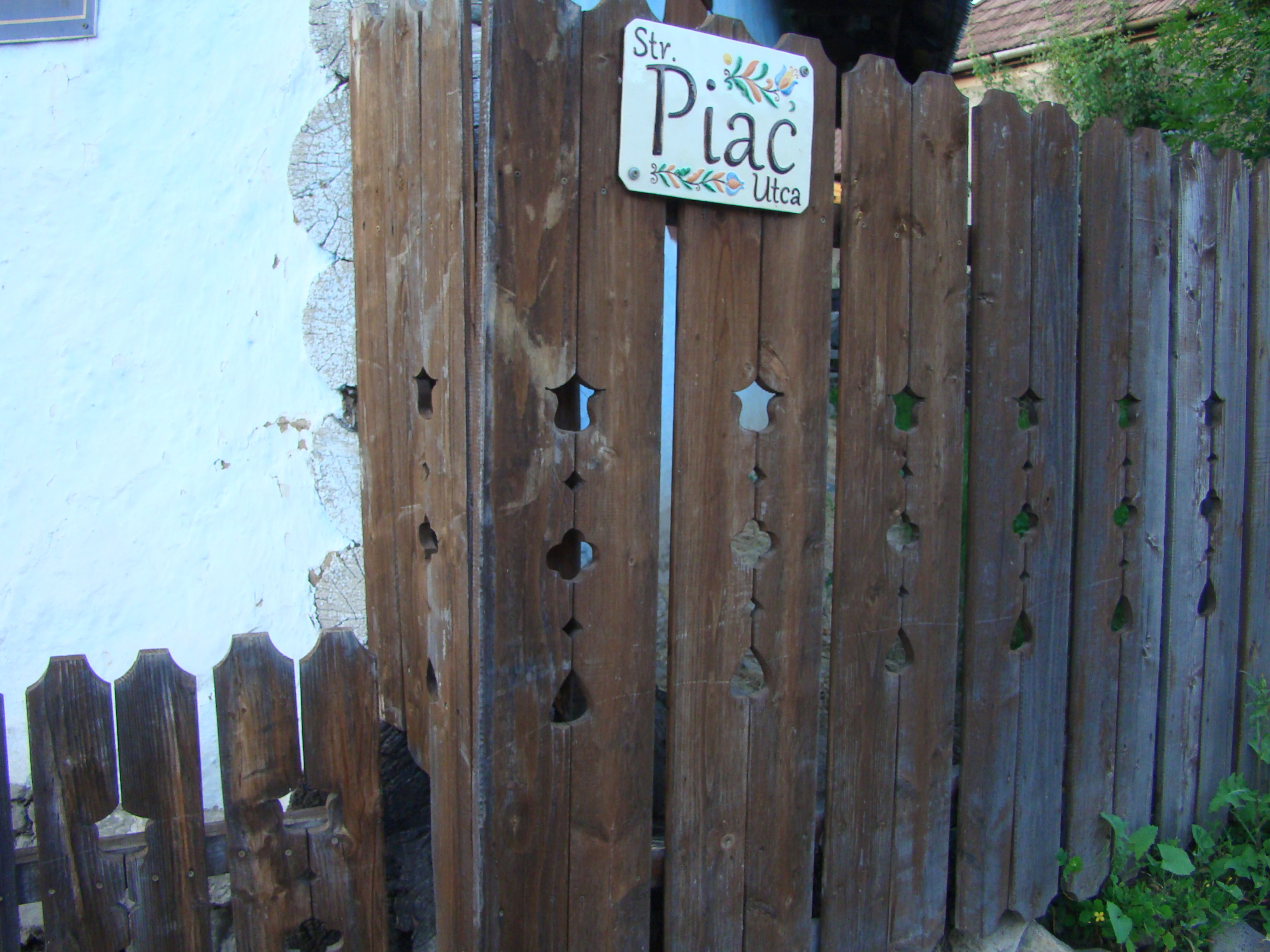
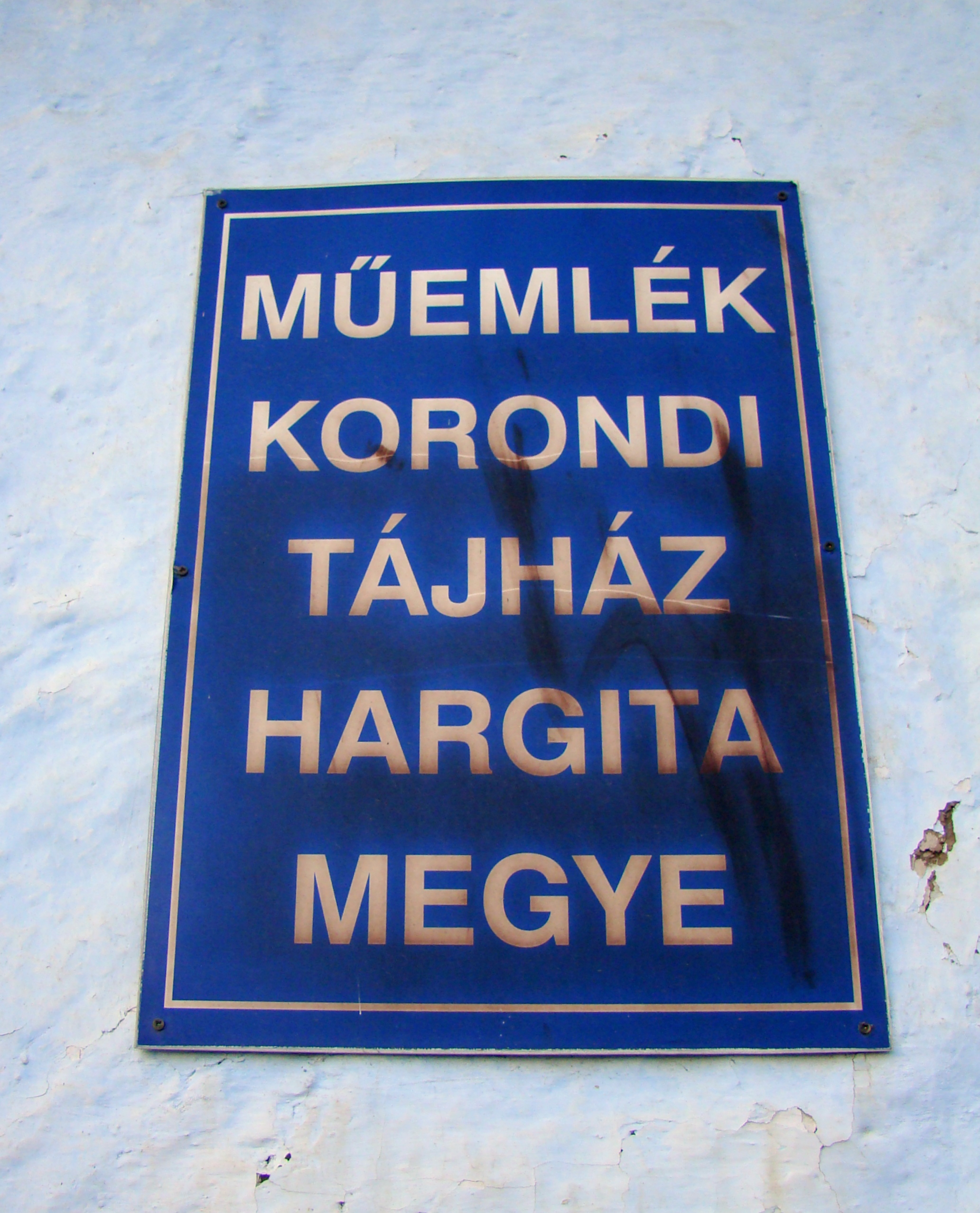
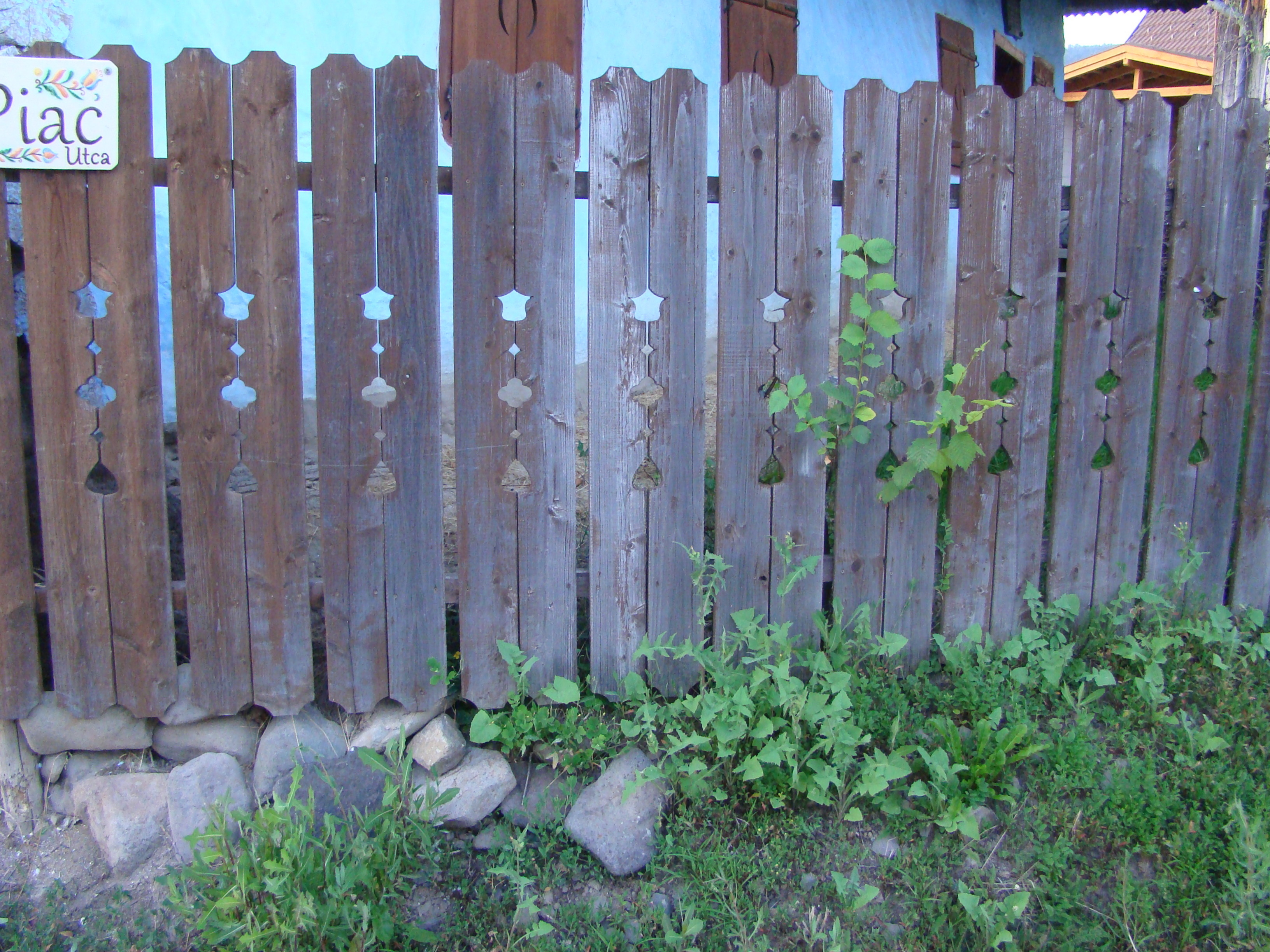
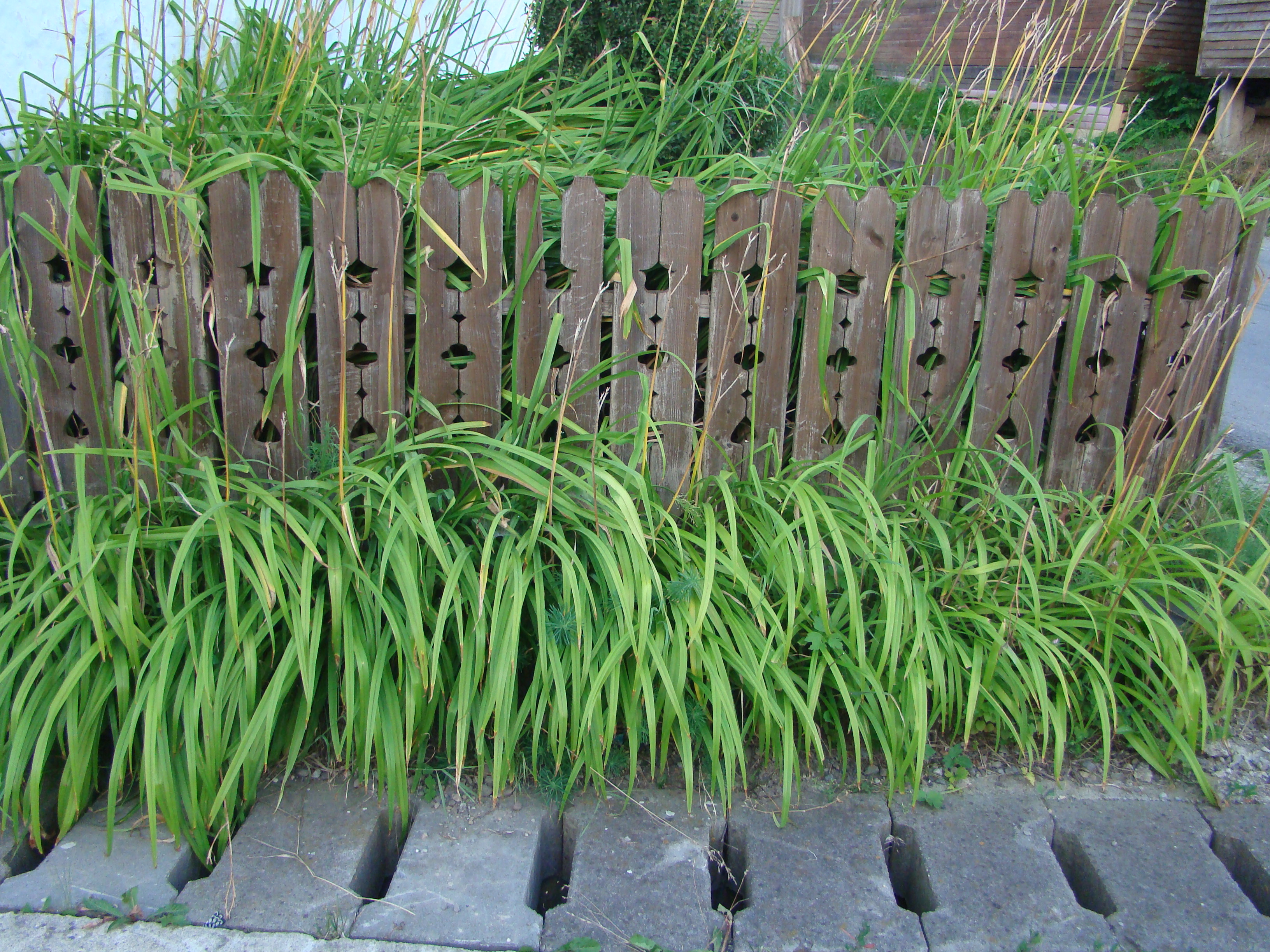
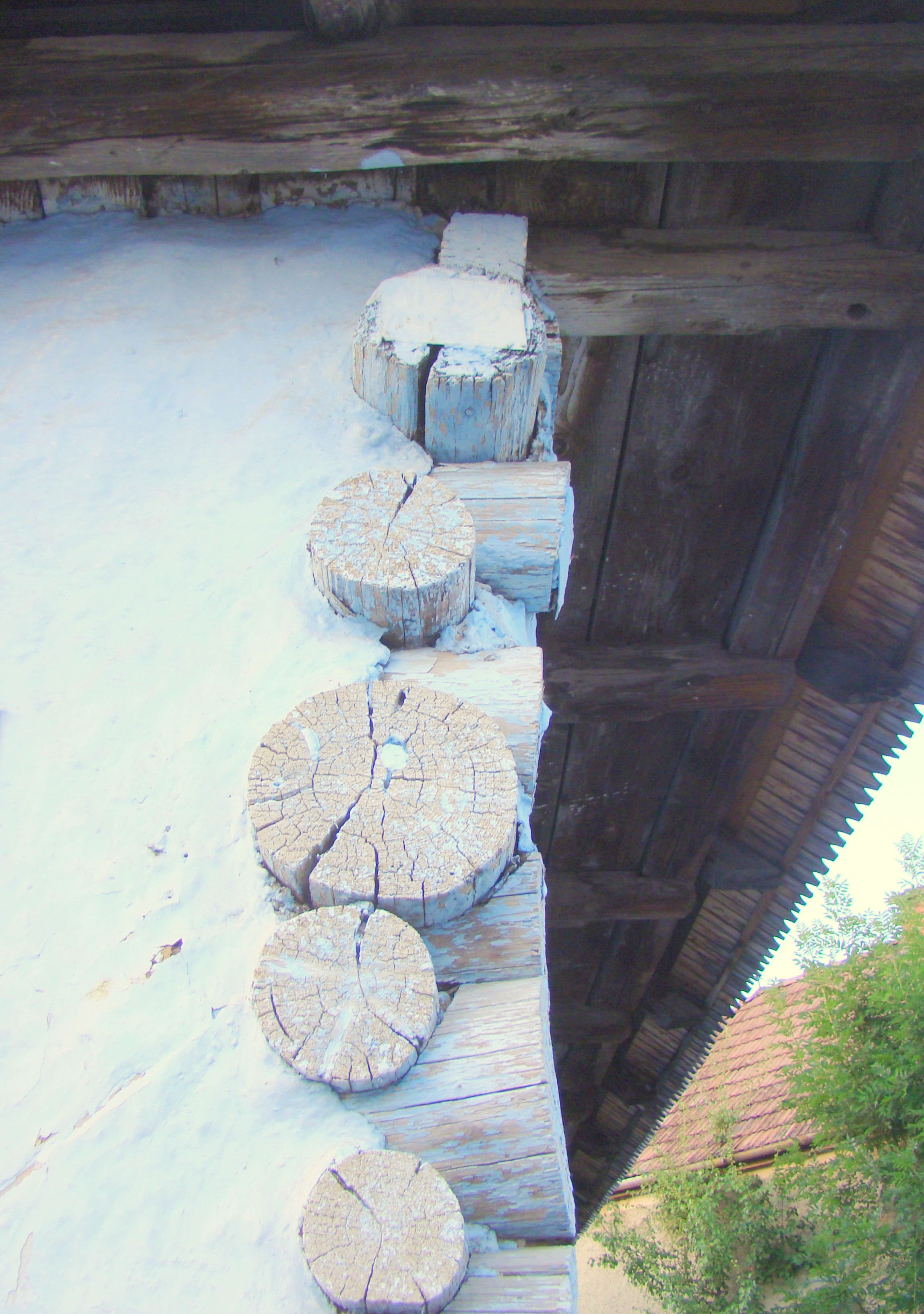
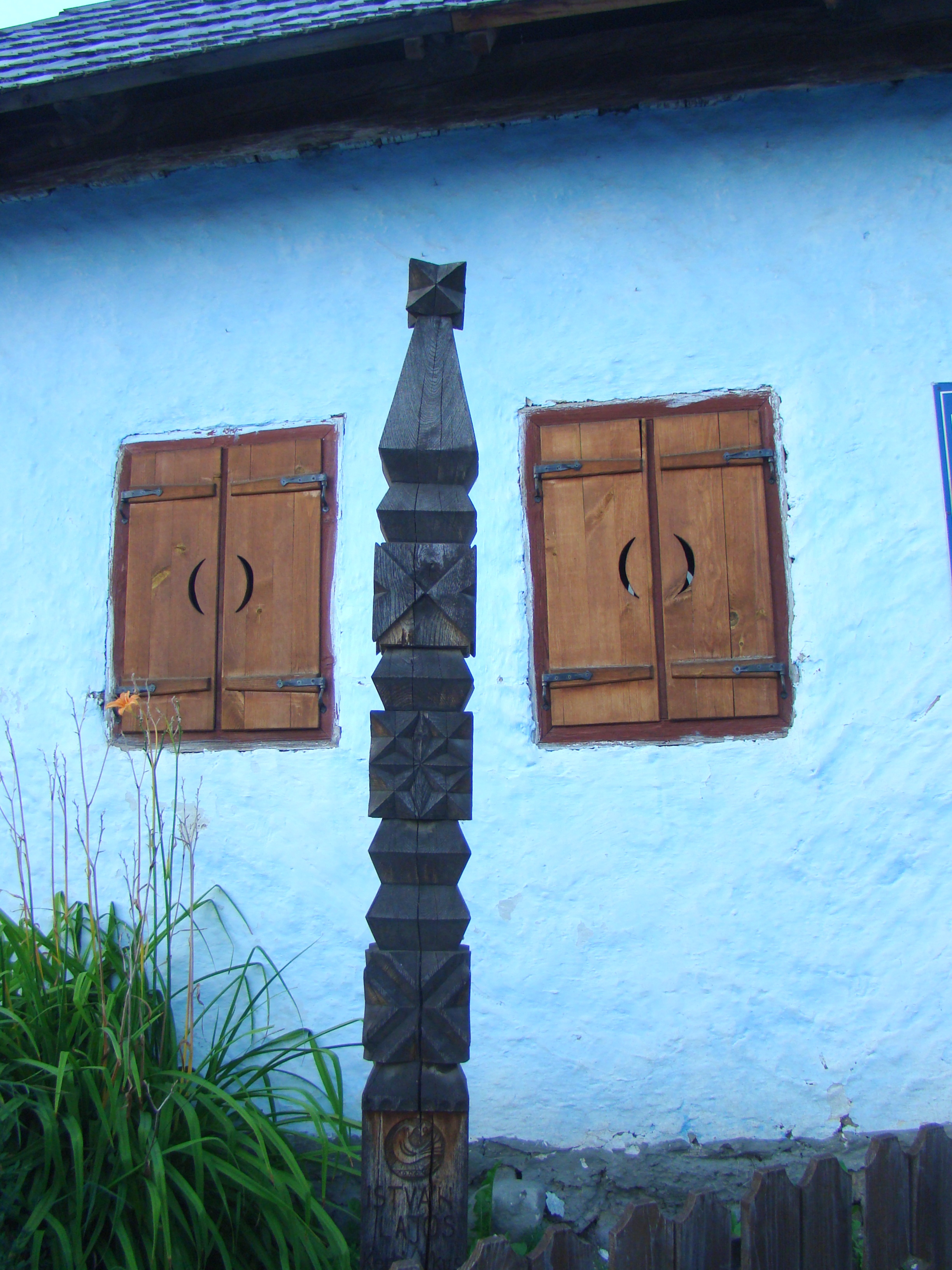
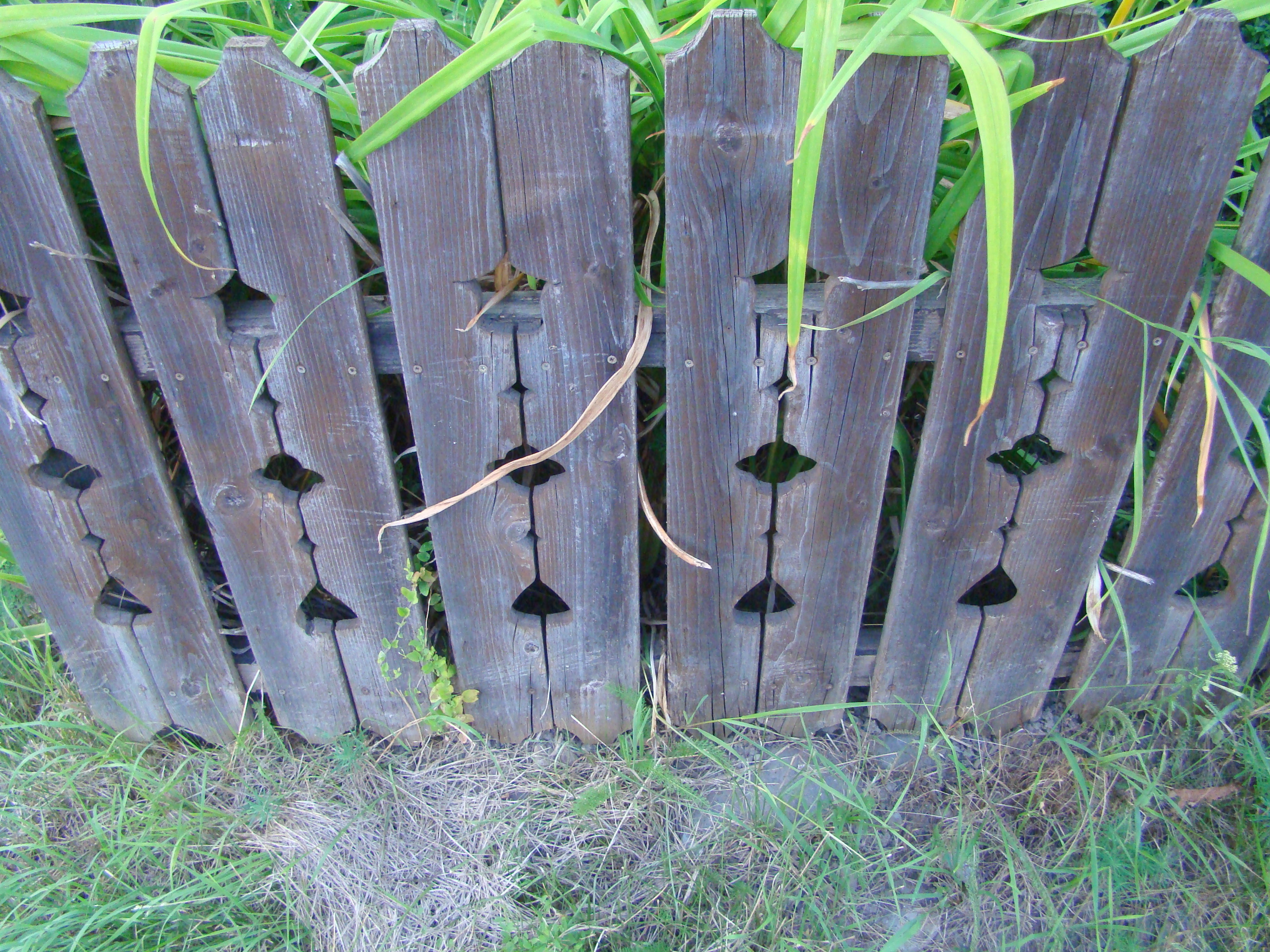
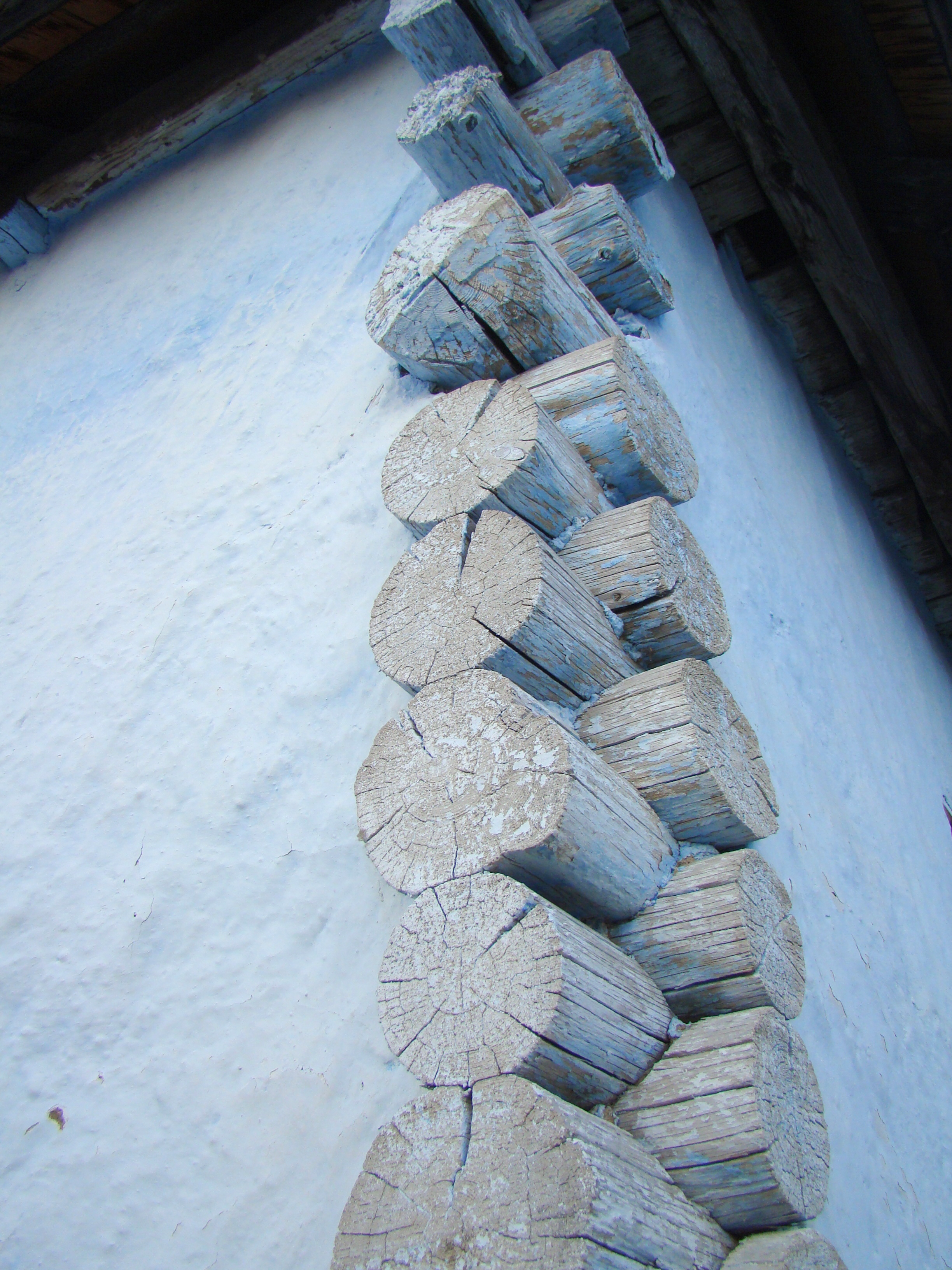
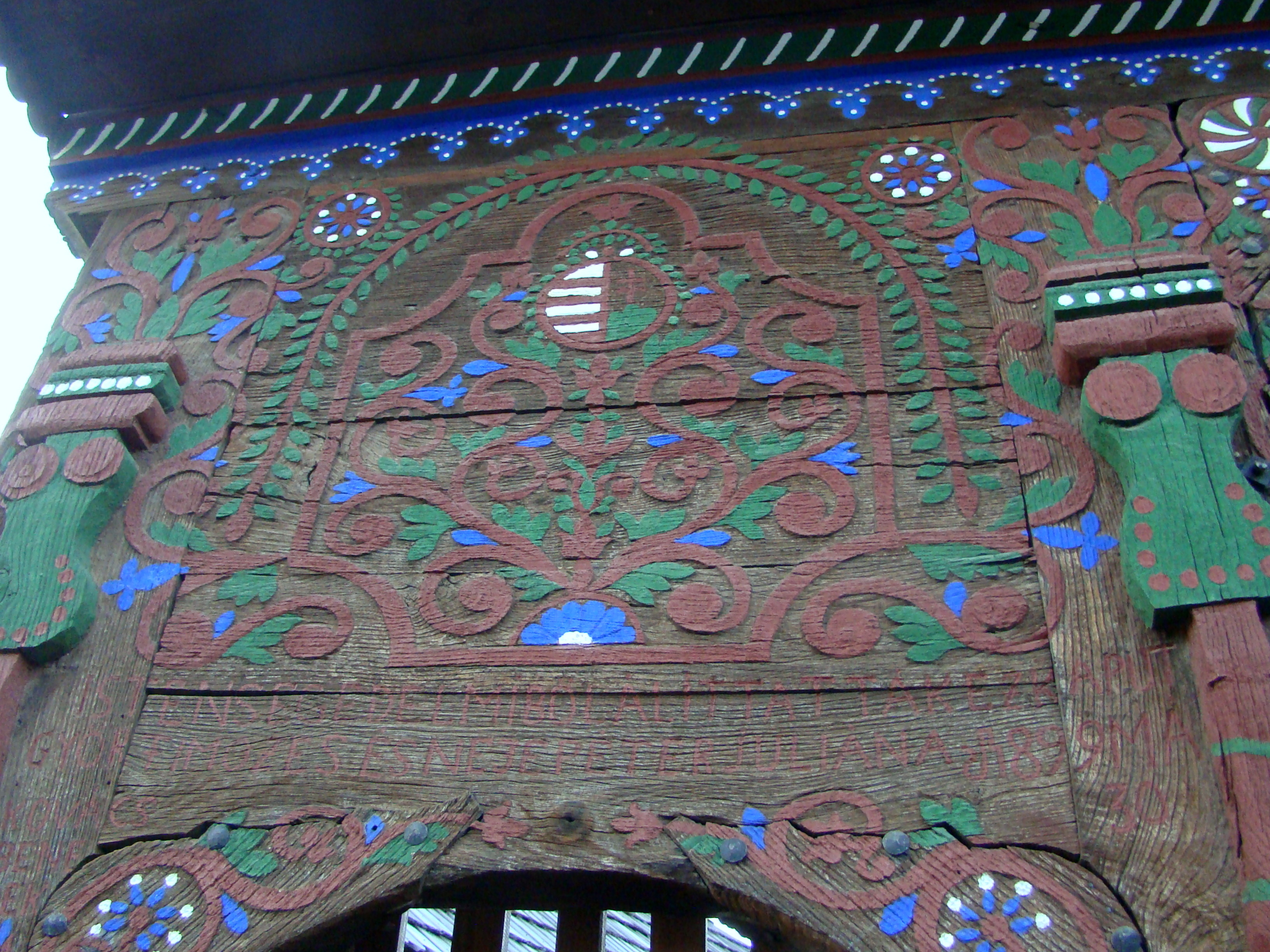
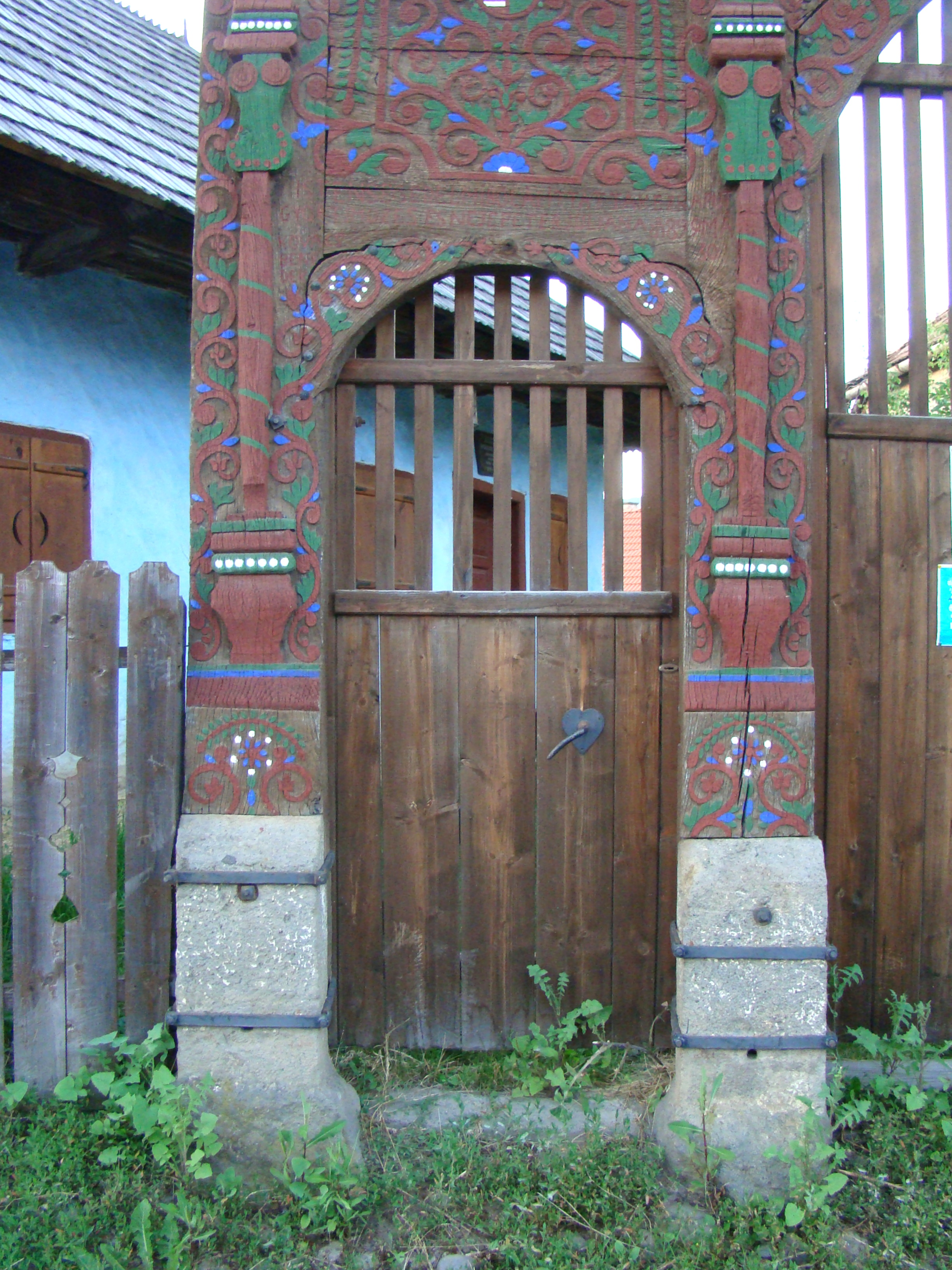